# Prueba nuclear de Corea del Norte de 2006
La prueba nuclear de Corea del Norte de 2006 consistió en la detonación de un dispositivo nuclear realizado por Corea del Norte el 9 de octubre de 2006.
Corea del Norte había anunciado su intención de realizar una prueba el 3 de octubre, seis días antes, y al hacerlo, se convirtió en el primer país en dar aviso de su primera prueba nuclear. La explosión se estimó que ha tenido una fuerza explosiva de al menos un kilotón, y alguna salida radiactiva. Funcionarios estadounidenses sugirieron que el dispositivo pudo haber sido un explosivo nuclear que falló.
Un funcionario anónimo de la embajada de Corea del Norte en Beijing dijo a un periódico de Corea del Sur que la salida explosiva fue menor de lo esperado. Debido a la naturaleza secreta de Corea del Norte, hubo dudas sobre si se trató de una prueba exitosa de un pequeño dispositivo nuclear (lo que habría requerido una sofisticada tecnología), o una prueba fallida. Un artículo científico estimó el rendimiento en 0,48 kilotones.
Se informó que el gobierno de la República Popular de China dio un avance de 20 minutos advirtiendo que la prueba estaba a punto de ocurrir. China envió una alerta de emergencia a Washington D. C., a través de la embajada de Estados Unidos en Beijing y en ese momento el presidente George W. Bush fue informado por su asesor de Seguridad Nacional Stephen Hadley poco después de las 22:00 horas (UTC-5) de que la prueba nuclear era inminente.

## Contexto
Corea del Norte había sido sospechado de mantener un programa de desarrollo de armas nucleares clandestino desde principios de 1980 cuando construyó un reactor nuclear productor de plutonio en Yongbyon. Varios medios diplomáticos fueron utilizados por la comunidad internacional para tratar de limitar el trabajo nuclear de Corea del Norte para medios pacíficos y científicos y alentando al país tratados internacionales sobre la actividad nuclear. En 1994, los Estados Unidos y Corea del Norte firmaron un acuerdo por el cual Corea del Norte accedió a congelar su programa de reactores a cambio de combustible. Con el tiempo, las instalaciones nucleares existentes en Corea del Norte iban a ser desmanteladas.
A principios de 2004 el exdirector del Laboratorio Nacional de Los Álamos Siegfried S. Hecker, como parte de una delegación no oficial de los Estados Unidos, se le permitió inspeccionar las instalaciones de producción de plutonio norcoreanas. Hecker tarde testificó ante el Congreso de Estados Unidos que, aunque Corea del Norte parecía haber extraído correctamente el plutonio de las barras de combustible gastado, no vio ninguna evidencia de que se había producido un arma viable.
A partir de 2013 hubo un acuerdo con Estados Unidos de que Corea del Norte podría construir una bomba "modesta" con un rendimiento de entre 6 a 10 kilotones, pero hubo un desacuerdo entre la CIA y el Departamento de Estado de los Estados Unidos sobre si podría implementar una ojiva miniaturizada de un misil.

## Declaraciones norcoreanas
Los rumores de una prueba nuclear inminente circularon durante 2005 y principios de 2006, aunque ninguno llegó a buen término inmediatamente. El 3 de octubre de 2006, sin embargo, Corea del Norte afirmó que pronto iba a realizar una prueba nuclear, y el 9 de octubre de 2006, el Estado afirmó haber llevado a cabo con éxito una prueba. La Agencia Central de Noticias de Corea, informó la agencia estatal de noticias, emitió la siguiente declaración:

El campo de la investigación científica en la RPDC llevó a cabo con éxito una prueba nuclear subterránea en condiciones de seguridad el 9 de octubre, Juche 95 (2006), en un momento de agitación cuando todo el pueblo del país está haciendo un gran salto hacia adelante en la construcción de un gran, próspera y poderosa nación socialista.

Se ha confirmado que no hubo peligro, tales como la emisión radiactiva en el transcurso de la prueba nuclear, ya que se llevó a cabo bajo la consideración científica y el cálculo cuidadoso.

El ensayo nuclear fue realizado con la sabiduría y la tecnología 100 por ciento indígena. Esto marca un hecho histórico, ya que anima mucho y agradó al Ejército Popular de Corea y la gente que ha querido tener la capacidad de defensa autosuficiente poderosa.

Asimismo, contribuirá a la defensa de la paz y la estabilidad en la península coreana y en el área alrededor de ella.

Más tarde, el enviado de Corea del Norte ante la ONU dijo que sería mejor para el Consejo de Seguridad ofrecer sus felicitaciones en lugar de aprobar resoluciones «inútiles».
Los días posteriores hubo amenazas de guerra por parte del gobierno norcoreano, a menos que Estados Unidos se siente para llevar a cabo conversaciones «cara a cara». Corea del Sur dijo que estaban asegurando sus tropas para prepararse para la guerra nuclear.
El 11 de octubre el Ministerio de Relaciones Exteriores de Corea del Norte declaró que si los Estados Unidos mantenían y aumentaban la presión, el gobierno iba a considerarlo como una declaración de guerra, tomando una serie de medidas físicas correspondientes. El 17 de octubre Corea del Norte denunció que las sanciones de la ONU por su ensayo nuclear eran una declaración de guerra.
El 31 de octubre de 2006, Corea del Norte accedió a reunirse a las conversaciones de desarme entre seis países. El acuerdo fue alcanzado en un día de discusiones no divulgadas entre los enviados de alto nivel de los Estados Unidos, China y Corea del Norte en una casa de huéspedes del gobierno en Beijing.

## Ubicación del sitio de prueba

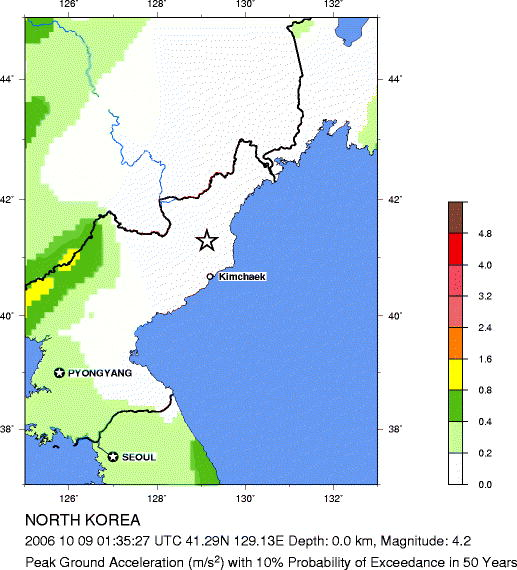
El sitio de pruebas vs, predicciones de 50 años, de acuerdo con el Servicio Geológico de los Estados Unidos, que indica la probabilidad de que la explosión detectada se debe a causas naturales.

Según las primeras informaciones de fuentes del gobierno de Corea del Sur, la prueba se llevó a cabo en un área montañosa en Musudan-ri en Hwa Dae-kun, cerca de la ciudad de Kilchu, en la provincia de Hamgyŏng del Norte en la costa noreste norcoreana. Sin embargo, posteriores informes del Servicio de Inteligencia Nacional de Corea del Sur identificaron el sitio como un lugar en Sangpyong-ri, a unos 15 km de la ciudad costera de Kimchaek y unos 50 km al oeste de Musudan-ri.
El Instituto Coreano de Geociencia y Recursos Minerales informó ondas sísmicas de 3,58 grados en la escala de Richter. El Servicio Geológico de los Estados Unidos informó que un sismo ocurrió a las 01:35:28 UTC (10:35:28 a. m., hora local, GMT+9) el 9 de octubre de2 006 que midió 4,3 en la escala de Richter. Ocurrió en las coordenadas geográficas 41°17′38.4″ N 129°8′2.4″ E con una ubicación horizontal de ± 9,6 km. Esto es cerca de Mantapkan, a 73 km al norte de Kimchaek, a 90 km al suroeste de Chongjin, a 180 km al sur de Yanji, y a 385 km al noreste de Pionyang.

## Posibles pruebas adicionales
Un segundo ensayo nuclear norcoreano sospechoso fue reportado por la emisora japonesa NHK el 11 de octubre de 2006. Si bien el gobierno japonés confirmó que hubo un temblor, no tuvo información sobre si se trató de una prueba nuclear. El segundo temblor tuvo una magnitud de 5.8, siendo más grande que el sismo causado por la primera explosión nuclear. Fuentes estadounidenses y surcoreanos afirmaron que era poco probable que el evento se debiera a una prueba nuclear. El terremoto no ocurrió en Corea del Norte, si no en el este de Japón en una zona sísmicamente activa del Océano Pacífico.
El 16 de octubre de 2006, los satélites espías estadounidenses detectaron vehículos y personas cerca del lugar del ensayo nuclear inicial de Corea del Norte. Funcionarios estadounidenses dijeron que no podían estar seguros sobre lo que los norcoreanos estaban haciendo en la zona, pero la actividad podría ser la de preparación de una segunda explosión nuclear.
El 18 de octubre de 2006, funcionarios de Estados Unidos dijeron que militares de Corea del Norte informaron a la República Popular de China que Norcorea tiene la intención de llevar a cabo una serie de tres pruebas nucleares subterráneas adicionales.

## Reacciones internacionales

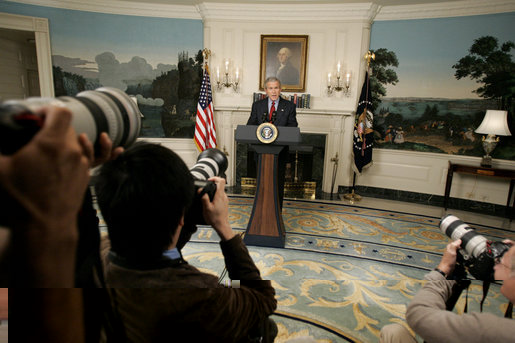
El presidente de Estados Unidos George W. Bush ofreciendo una declaración sobre Corea del Norte en la Casa Blanca.

La condena internacional de la prueba nuclear ha sido casi unánime, incluso del estrecho aliado y benefactor de Corea del Norte, la República Popular de China.
Los cinco miembros permanentes con derecho a veto del Consejo de Seguridad de las Naciones Unidas condenó el ensayo nuclear. El 10 de octubre, sin embargo, el primer ministro surcoreano, Han Myeong-sook dijo al Parlamento de Corea del Sur que no apoyará ninguna resolución de Naciones Unidas que contenga medidas militares contra Corea del Norte en represalia por su prueba nuclear.

### Estados
- Alemania: El ministro de Relaciones Exteriores alemán, Frank-Walter Steinmeier, dijo que la prueba puso «en peligro la paz y la seguridad en la región y más allá. [La prueba empuja Corea del Norte] aún más por el camino equivocado, al aislamiento autoimpuesto».[32]
- Argentina: César Mayoral, representante argentino ante las Naciones Unidas, emitió una fuerte condena de la prueba nuclear, e instó al Consejo de Seguridad a «actuar con firmeza contra el gobierno de Corea del Norte y sus intenciones de obtener armas de destrucción masiva».[33]
- Australia: El primer ministro John Howard y el ministro de Asuntos Exteriores Alexander Downer condenó las acciones de Corea del Norte, condenado en los términos más fuertes posibles la prueba nuclear, y anunciando que Australia presionará para que haya sanciones de las Naciones Unidas contra Corea del Norte.[34]
- Brasil: El Ministerio brasileño de Relaciones Exteriores en un comunicado de prensa expresó que el Gobierno brasileño condena la prueba nuclear de Corea del Norte, e instó al país a firmar el Tratado de Prohibición Completa de los Ensayos Nucleares y a reanudar las conversaciones.[35]
- Canadá: El primer ministro Stephen Harper utilizó un lenguaje fuertepara condenar la prueba nuclear, a la que calificó de un «acto irresponsable y peligroso». Advirtió que socavó gravemente la paz y la estabilidad regional, y los esfuerzos globales para detener la propagación de las armas nucleares. Sin embargo, dijo que Canadá seguirá trabajando con el Consejo de Seguridad de las Naciones Unidas para hacer frente a lo que él llamó «los riesgos para el noreste de Asia y más allá causada por la prueba nuclear de Corea del Norte». El ministro de Asuntos Exteriores, Peter MacKay, expresó su preocupación y declaró que se trató de un asunto «extremadamente grave».[36]
- Chile:El  Ministerio de Relaciones Exteriores de Chile declaró que prueba nuclear representó u«n grave atentado contra la estabilidad de la región y en el mundo», así como «una violación de los esfuerzos de la comunidad internacional para lograr la desnuclearización de la Península Coreana». El Gobierno de Chile solicitó oficialmente a Corea del Norte a abstenerse de realizar más pruebas, ya que son «una provocación innecesaria que perturba la paz mundial y la seguridad».[37]
- China: El Ministerio del Exteriores de China publicó una declaración oficial televisada, como así también en la agencia oficial de noticias Xinhua, diciendo que Corea del Norte «ignoró la oposición universal de la comunidad internacional y flagrantemente realizó la prueba nuclear. El gobierno chino se opone firmemente a ella».[38][39]
- Colombia: El Gobierno de Colombia emitió un comunicado a través del Ministerio de Relaciones Exteriores donde condenó las pruebas y pidió al gobierno norcoreano de observar los principios de la coexistencia pacífica que se encuentran en la Carta de las Naciones Unidas y de volver a las conversaciones.[40]
- Corea del Sur: El presidente Roh Moo-hyun convocó una reunión urgente de asesores. El ejército de Corea del Sur estableció in nivel de alerta.[41][42]
- Ecuador: El Ministerio de Relaciones Exteriores de Ecuador lamentó la prueba nuclear de Corea del Norte e instó a ese país a respetar la moratoria internacional generalizada de los ensayos nucleares.[43]
- Egipto: El Ministerio de Exteriores egipcio expresó su preocupación por la prueba y pidió a todas las partes a actuar con moderación y que vuelvan a las conversaciones.[44]
- España: El ministro de exteriores español Miguel Ángel Moratinos calificó la prueba nuclear de una «seria provocación».[45]
- Estados Unidos: El director de la CIA dijo que la prueba fue un «fracaso» y que Estados Unidos no respetá a Corea del Norte como un país nuclear.[46] En una declaración presidencial por la mañana tras el anuncio norcoreano, el presidente Bush dijo que la prueba de Corea del Norte es un «acto provocativo» que condena a los Estados Unidos y que se «continuará protegiendo» los intereses estadounidenses con la diplomacia.[47]
- Filipinas: La presidenta Gloria Macapagal-Arroyo condenó las pruebas, calificándolas de amenaza para la seguridad y estabilidad económica y política de Filipinas y de Asia Oriental. También mencionó que socavó varios tratados internacionales, resoluciones de la ONU, los principios de la Asociación de Naciones del Sudeste Asiático (ASEAN) y Declaración conjunta sobre la desnuclearización de la península coreana de 2005.[48][49]
- Francia: El Ministro de Relaciones Exteriores francés Philippe Douste-Blazy condenó las pruebas, diciendo que son «un acto muy grave para la seguridad internacional».[50]
- Irán: Un portavoz del Ministerio de Relaciones Exteriores iraní, Mohammad Ali Hosseini, declaró que «la posición de Irán es clara e Irán en principio cree en un mundo libre de armas nucleares». También declaró que el gobierno iraní quería que las grandes potencias comienzan también con el desarme.[51][52]
- Israel: Un funcionario del gobierno israeló dijo que la prueba muestra que se necesita un «esfuerzo internacional conjunto fuerte» para impedir que Irán también obtenga una bomba nuclear propia.[53]
- Japón: El primer ministro Shinzō Abe viajó a Seúl para mantener conversaciones sobre la crisis nuclear.[54][55] Al mismo tiempo el gobierno japonés estableció un grupo de trabajo para investigar la prueba.[55] Luego, el gabinete japonés aprobó una resolución que prohibió casi todo el comercio con Corea del Norte.[56]
- México: El Gobierno de México expresó su «profunda» preocupación por la prueba y «respetuosamente» le pidió al gobierno de Corea del Norte que desista de realizar más pruebas y volver a las negociaciones.[57]
- Noruega: El Ministro de Relaciones Exteriores de Noruega Jonas Gahr Støre condenó la prueba y abogó por que el caso sea llevado al Consejo de Seguridad de la ONU. También dijo que la prueba nuclear fue una escalada peligrosa, ya que las otras potencias nucleares habían acordado no detonar armas nucleares.[58]
- Nueva Zelanda: El primer ministro Helen Clark en un comunicado dijo que «Corea del Norte no debería tener la ilusión de la gravedad con la que la comunidad internacional considera su acción». Mientras que el ministro de Asuntos Exteriores Winston Peters describió las acciones de Corea del Norte como «imperdonable e irracional».[59]
- Países Bajos: El canciller neerlandés Ben Bot condenó la prueba, indicando que Corea del Norte no puede esperar recibir alimentos y ayuda humanitaria siempre y cuando se pierde dinero en este tipo de proyectos.[60]
- Reino Unido: El Foreign Office emitió un comunicado donde catalogó la prueba nuclear como un «acto altamente provocativo» que aumentó las tensiones «en una región ya tensa». El primer ministro Tony Blair también dijo que la prueba fue un «acto completamente irresponsable».[32]
- República de China: Michel Lu, portavoz del ministerio de Relaciones Exteriores dijo que el gobierno de la República de China «teme que el ensayo nuclear que pueda desencadenar una carrera de armamentos y la proliferación de armas nucleares, atentando contra la seguridad y el bienestar de las personas en la región del noreste de Asia».[61]
- Rusia: El presidente ruso, Vladímir Putin, dijo en una reunión con sus miembros del gabinete que Rusia «condena incondicionalmente la prueba hecha por la República Democrática Popular de Corea. No sólo es Corea del Norte él que realmente cuenta, sino también el enorme daño causado por las armas de destrucción masiva en el mundo».[62]
- Sudáfrica: El Gobierno de la República de Sudáfrica declaró que estaba «profundamente preocupado» por las pruebas y pidió a Corea del Norte a poner fin a su programa de armas nucleares.[63]
- Suiza: El Departamento Federal de Asuntos Exteriores anunció que Suiza condenó la prueba catalogándola «en contra de los esfuerzos internacionales para prevenir la proliferación de armas nucleares en el mundo y como una amenaza a la seguridad de la región».[64] También brindó el apoyo en la ONU a las sanciones contra Corea del Norte.[65]
- Uruguay: De acuerdo con un comunicado emitido por el Ministerio de Relaciones Exteriores uruguayo, dicho país «expulsa» y «deplora» la prueba nuclear de Corea del Norte, que calificó de una amenaza para la paz en el noreste de Asia, e insistió al gobierno norcoreano a que retorne a las negociaciones.[66]
- Venezuela: El canciller de Venezuela, Nicolás Maduro, en la televisión estatal condenó «todos los ensayos nucleares debido al inmenso daño que le hace al medio ambiente, a la vida». En un comunicado oficial se deja en claro que a la vez que Venezuela apoya una prohibición mundial de las armas nucleares, también cree que los países deberían ser libres de seguir con la energía nuclear de forma pacífica.[67]

### Respuesta de las Naciones Unidas
El Consejo de Seguridad de las Naciones Unidas se reunió el lunes 9 de octubre en Nueva York en una sesión de emergencia para discutir el tema. Los cinco miembros permanentes con derecho a veto condenaron el ensayo nuclear.
Wang Guangya, representante permanente de China ante las Naciones Unidas afirmó que «nadie iba a proteger a Corea del Norte si se involucra en un mal comportamiento». El 10 de octubre, disensiones surgieron en el Consejo sobre exactamente cómo abordar el problema norcoreano. Japón y Estados Unidos presionaron para que las sanciones incluyan una acción militar. El representante permanente estadounidense ante la ONU, John Bolton afirmó que si bien Estados Unidos tenía una «clara preferencia» para una solución diplomática, la amenaza de la fuerza estaba en la mesa. Sin embargo el presidente de China, Hu Jintao, pidió a Estados Unidos a «evitar acciones que puedan conducir a una escalada o la pérdida de control de la situación».
El 14 de octubre de 2006, el Consejo de Seguridad de la ONU aprobó por unanimidad sanciones militares y económicas contra Corea del Norte. Los cinco miembros permanentes declararon que las sanciones establecidas en la Resolución 1718 del Consejo de Seguridad de las Naciones Unidas, tenían por objeto sancionar el régimen del país y no a los habitantes. También dijeron que si Corea del Norte estaba dispuesto a cooperar y cumplir con todas las medidas contenidas en la resolución, las sanciones serían levantadas. Los Estados Unidos comprometieron su deseo inicial de bloquear todas las importaciones de equipos militares, y para tener una referencia ilimitada al capítulo VII de la carta de las Naciones Unidas proporcionando una justificación legal para acciones militares futuras, con el fin de obtener apoyo para la resolución.

### Otros organismos internacionales
- Organismo Internacional de Energía Atómica: El OIEA emitió un comunicado diciendo que su director general Mohamed el-Baradei «lamenta profundamente y expresa su profunda preocupación acerca de la realización de un ensayo nuclear en el día de hoy por la República Popular Democrática de Corea» y que «amenaza el régimen de no proliferación nuclear y crea problemas de seguridad graves, no sólo para la región de Asia oriental, sino también para la comunidad internacional». También hizo hincapié en la necesidad de que todos los países entren en el Tratado de Prohibición Completa de los Ensayos Nucleares.[70]
- Organización del Tratado del Atlántico Norte: la alianza militar publicó un comunicado diciendo que «condena en los términos más enérgicos posibles la prueba de armas nucleares de Corea del Norte. Esta prueba plantea una amenaza muy grave para la paz y la seguridad en la región del Pacífico y del mundo».[71]
- Organización del Tratado de Prohibición Completa de los Ensayos Nucleares (OTPCE): El 9 de octubre, Tibor Tóth, Secretario Ejecutivo de la Comisión Preparatoria de la OTPCE dijo en su declaración que la prueba nuclear «va en contra de la letra y el espíritu de la OTPCE». También pidió que Corea del Norte firme y ratifique el tratado.[72] El embajador Volodymyr Omelchenko, el presidente de la OTPCE, declaró que la prueba y las actividades norcoreanas «constituyen una amenaza a la paz y la seguridad internacionales y merecen condena universal».[73] El 13 de octubre, la OTPCE celebró en Viena (Austria) una sesión especial donde los 176 Estados miembros en el momento fueron informados sobre los datos y análisis que habían estado recibiendo desde la OTPCE los días anteriores.[74]
- Unión Europea: La presidencia de la Unión Europea dijo en un comunicado que la prueba nuclear «pone en peligro profundamente la estabilidad regional y representa una grave amenaza para la paz y la seguridad internacional».[75] Benita Ferrero-Waldner, Comisionada de Relaciones Exteriores, dijo que la UE no tiene planes a cortar la ayuda humanitaria a Corea del Norte, pero hizo hincapié en que las pruebas eran inaceptables. También reiteró los llamados de la Presidencia de la UE para que Corea del Norte volviera a las conversaciones y detenga todas las pruebas de dispositivos nucleares.[76]
- Campaña para el Desarme Nuclear: El 3 de octubre, tras el anuncio de que la prueba era inminente, la CDN pidió a Corea del Norte y otros estados nucleares eliminar sus armas nucleares, declarando que todos los Estados poseedores de armas nucleares fueron irresponsables.[77]